# Новый очевидец

Обложка журнала

«Новый очевидец» — еженедельный журнал, издававшийся с августа 2004 года по январь 2005 издательским домом Lighthouse Publishers.
Финансированием проекта занималась крупная рекламная компания «Мак Кен-Эриксон».
Соучредитель издательского дома — Паола Мессана.
Главный редактор — Сергей Мостовщиков. Заместитель главного редактора — писатель Александр Кабаков.
Критика (Дмитрий Ольшанский) отмечала, что «Новый очевидец» поверхностно копирует оформление и схему журнала «Нью-Йоркер», сильно уступая «Нью-Йоркеру» по уровню текстов, рассчитанных на менее искушённую и неполитизированную аудиторию. Копирование оформления «Нью-Йоркера» и возможное нарушение авторских прав отмечались и в американской прессе; Сергей Мостовщиков отрицал подобные обвинения и указывал на близость к русскому дореволюционному журналу «Нива».
По мнению коммерческого директора ИД «Коммерсантъ» Павла Филенкова, «у журнала не было ни четкой концепции, ни целевой аудитории», поэтому он был закрыт как нерентабельный. Гендиректор агентства «Медиамарк» Константин Исаков заявил, что «журнал с такой размытой аудиторией неинтересен для рекламодателей». Однако, с точки зрения приводящей эти мнения газеты «Бизнес» (ИД «Секрет фирмы»), говорить о рентабельности издания, просуществовавшего всего 5 месяцев, некорректно, поскольку большинство изданий выходит на неё не ранее, чем через год. «Ведомости» отмечали, что у журнала были проблемы с продвижением, в нём было мало рекламы, рекламодатели отказывались даже от бесплатного размещения.